# علي نظر (بل دشت)
علي نظر هي قرية في مقاطعة بل دشت، إيران. يقدر عدد سكانها بـ 412 نسمة بحسب إحصاء 2016.